# Beijing Sport University FC
El Beijing Sport University FC, antiguo Beijing Baxy, (en chino, 北京八喜; pinyin, Běijīng Bāxǐ) fue un equipo de fútbol de la ciudad de Pekín que jugó en la Superliga China.

## Historia
Fue fundado el año 2004 cuando este club jugaba en la China League Two el 2009 tras la desaparición del Beijing Hongdeng F.C. en la división tuvo la oportunidad de entrar a la liga China League One donde se encuentra actualmente.
El 25 de diciembre de 2014, Beijing Empresas Holdings Limited compró acciones mayoritarias del club y el nombre del club fue cambiado a Beijing Enterprises Group FC. También cambiarían la insignia de los clubes y los colores del equipo.

## Nombres
- 2004–2014: Beijing Baxy F.C. 北京八喜
- 2015–2018: Beijing Enterprises Group F.C. 北京控股
- 2019–hoy: Beijing Sport University F.C. 北京北体大

## Jugadores

### Altas y bajas 2020 (verano)
| Altas   | Altas    | Altas       | Altas | Altas |
| Jugador | Posición | Procedencia | Tipo  | Costo |
| ------- | -------- | ----------- | ----- | ----- |

| Bajas   | Bajas    | Bajas   | Bajas | Bajas | Bajas |
| Jugador | Posición | Destino | Tipo  | Costo |       |
| ------- | -------- | ------- | ----- | ----- | ----- |